# Ramularia lamiicola
Ramularia lamiicola är en svampart som beskrevs av C. Massal. 1890. Ramularia lamiicola ingår i släktet Ramularia och familjen Mycosphaerellaceae.   Inga underarter finns listade i Catalogue of Life.